# Дрозд (активний захист)

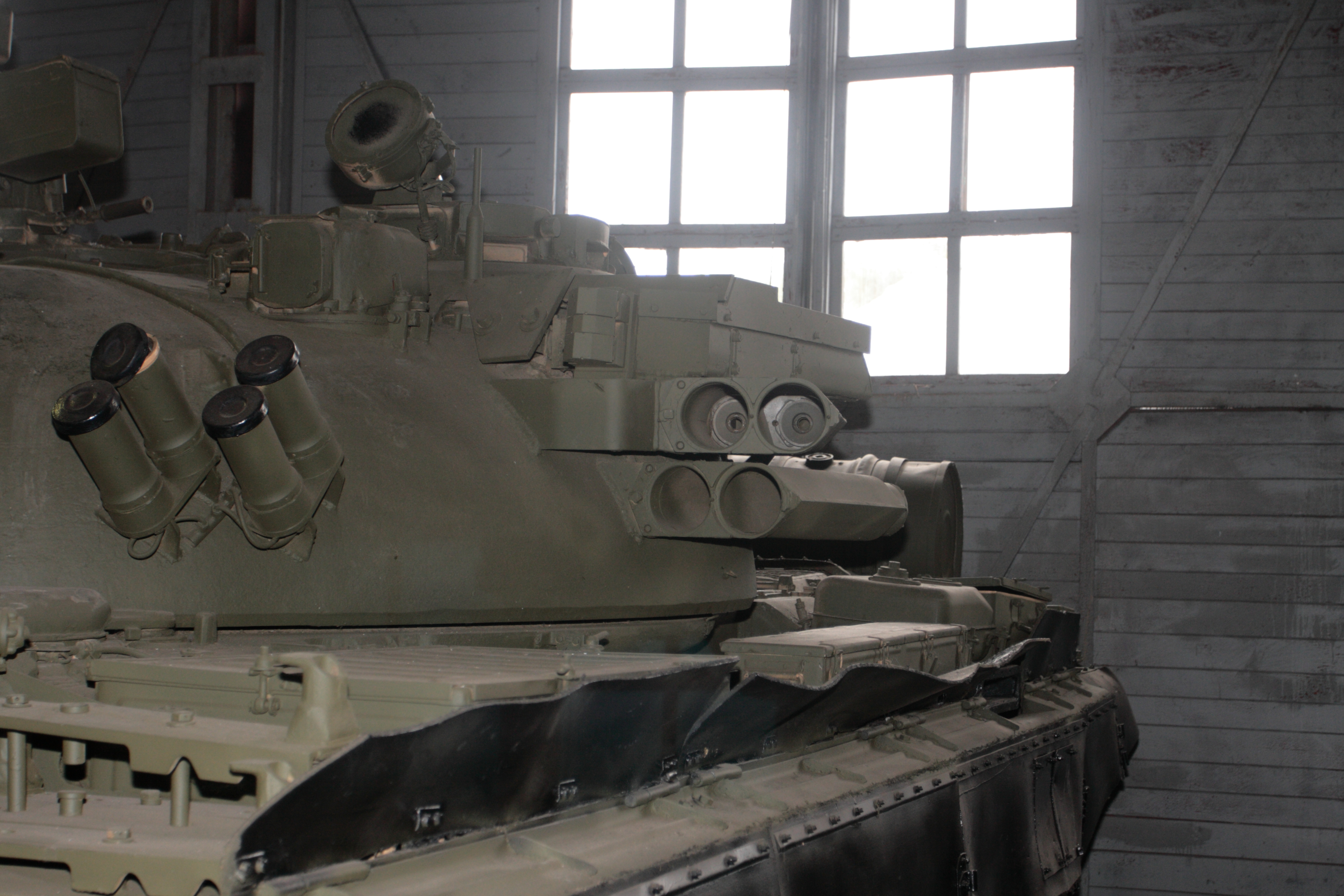
«Дрозд» на башті Т-55АД.

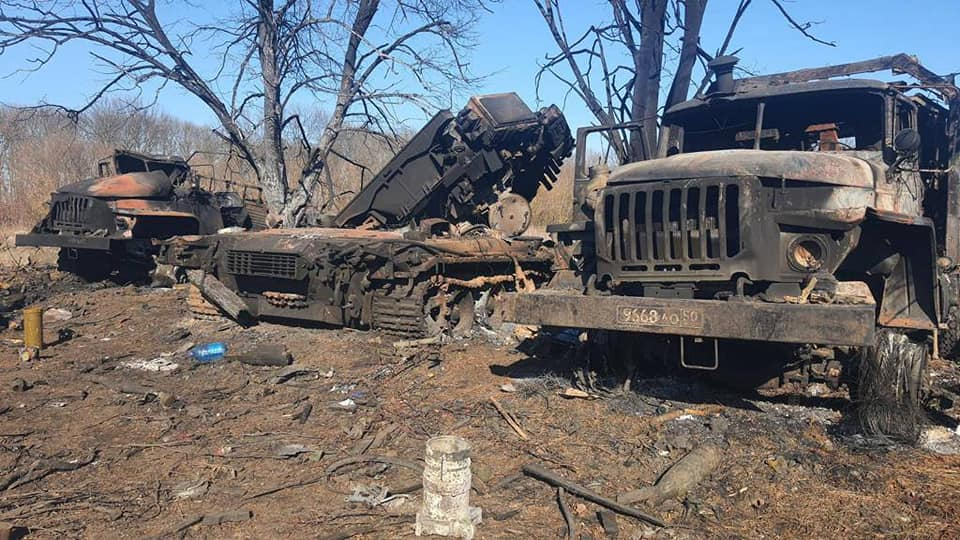
Знищений російський Т-80УМ2 (посередині) із встановленим КАЗ «Дрозд» під Тростянцем. Березень 2022.

Дрозд (комплект 1030M-01) — радянська система активного захисту танків. Компоненти системи розроблялися низкою підприємств: ЦКИБ СОО (ракетне озброєння), ОКБ ТЗЕ (радіолокаційний приладовий комплекс) і КБ Трансмаш (встановлення комплексу на танк).

## Історія
Розроблена в СРСР в 1977-1978 роках, є першою в світі системою активного танкового захисту, що випускалася серійно і встановлювалася на танки.
Вперше принцип активного захисту танків в СРСР був сформульований в ЦКБ-14 (м. Тула) на початку 1960-х років. Головний розробник - Центральне конструкторське бюро спортивної мисливської зброї. Головний конструктор — лауреат Ленінської премії Бакалов Василь Іванович. Створення комплексу активного захисту танків «Дрозд» було відзначено Ленінською та Державною преміями СРСР.
Комплекс активного захисту 1030М («Дрозд») в 1982-1983 роках успішно пройшов державні та військові випробування, був прийнятий на озброєння в 1983 році і встановлено на танку Т-55А, після чого танк отримав індекс Т-55АД.
Комплекс випускався більше 6 років і був знятий з виробництва після підписання Горбачовим угоди про скорочення звичайних озброєнь в Європі у зв'язку з включенням до списку ліквідованих озброєнь танка Т-55.
Вартість системи «Дрозд» становить близько 30000 USD.
В кінці 1980-х років був розроблений покращений варіант Дрозд-2. В силу економічних труднощів в серію він не пішов.

## Технічні характеристики
Призначена для захисту танків від протитанкових реактивних кумулятивних снарядів (ПТКР і гранат).
Складається Дрозд з 8 напрямних, по 4 з кожного боку башти з протиракетами, блоку управління (ЕОС) і 24,5 ГГц радара.
Принцип дії: на дальності до 330 м РЛС виявляє протитанковий боєприпас. Якщо об'єкт летить в контур танка, то з дальності близько 130 м РЛС переходить в режим супроводу. В цьому режимі ЕОС обробляє відбитий від цілі сигнал, визначаючи при цьому швидкість боєприпасу, кут підльоту до танку. Після обробки сигналу ЕОС визначає сектор, в який потрапить боєприпас, номер мортири і розраховує точку зустрічі боєприпасу і захисного заряду комплексу активного захисту. У потрібний момент (який розрахований ЕОС) вистрілюється захисний заряд і на відстані 6-7 м від зрізу мортир вражає осколковим полем боєприпас.
Комплекс «Дрозд» забезпечує ураження на траєкторії кумулятивні снарядів, що летять зі швидкістю від 70 до 700 м/сек в секторі по азимуту 80° і куту місця 20°. Час готовності до відбиття повторної атаки 0,35 сек. Час перезарядки комплексу становить 15 хвилин. Установка комплексу «Дрозд» підвищує виживаність танка на поле бою в 1,2-1,5 рази.
Ракета калібром 107 мм важить 9 кг, початкова швидкість 190 м/с. Підрив захисної ракети відбувається на відстані від 6 до 8 метрів від танка. При підриві бойової частини ракети утворюється осколкове поле у куті ± 30°. Швидкість осколків близько 1600 м/с, вага осколка близько 3 г. Щільність осколкового поля приблизно 120 осколків на 1 м² на відстані 1,5 м.